# Lundbyvassen
Lundbyvassen är en stadsdel – fastställt 1923, där Lundbyvassen har stadsdelsnummer 36 – på Norra Älvstranden på Hisingen i Göteborg. Området som ingick i Lundby socken, införlivades med Göteborgs stad den 1 januari 1906. Stadsdelen avgränsas geografiskt av Tingstadsvassen/Kvillebäckskanalen i öster; Göta älv i söder; Lindholmen i väster och i norr av Brämaregården. Stadsdelen har en areal på 94 hektar.
Stadsdelen domineras av kontorsbyggnader och verkstäder, som samtliga var en del av varvs- och industrikoncernen Götaverken fram till bolagets avveckling och uppstyckning 1991. Stadsdelen har i modern tid kommit att kallas för Lundbystrand. I Götaverkens tidigare plåtverkstad ligger Lundbystrands sporthallar.

## Historia
Byn Lundby hade tidigt ett mycket strategiskt läge på Hisingen, dessutom i ett gränsland som ofta blev krigsdrabbat. Närheten till Göteborg, Göta älv, Nya Lödöse, Gamla Lödöse samt deras marknader, präglade området. Den äldre jordbruksbyn fanns samlad på en moränrygg, väster om Ramberget, tillsammans med inägorna omkring.
Lundby urbaniserades mycket snabbt från slutet av 1800-talet, under trycket av industrins expansionsbehov. För Lundby med sitt strategiska läge, innebar den industriella revolutionen en enorm förändring. Stadsvassarna utmed Göta älv dikades ut, mekaniska verkstäder och andra industrier etablerades på den centralt belägna, och relativt billiga marken längs älven. Bostäder byggdes, vilka följdes av skolor, butiker, badhus, apotek med mera.
Lundby är kyrkby i Lundby socken och ingick efter kommunreformen 1862 i Lundby landskommun. I denna inrättades 19 juni 1891 Lundby municipalsamhälle. Genom kungligt brev den 3 mars 1905 upplöstes landskommunen den 31 december 1905 och uppgick i Göteborgs stad med ingången av 1906. Där blev man en egen stadsdel - med nr 23 - och bibehållet namn. Landskommunens areal var vid tiden för införlivandet cirka 2 787 hektar, varav 91 hektar vatten.
År 1900 hade municipalsamhället 8 855 invånare.
Genom resolution av magistraten i Göteborg den 30 januari 1920, delades östra delen av Lundby stadsdel upp i de nya stadsdelarna: Lundbyvassen, Lindholmen, Sannegården, Färjestaden, Rödjan, Bräcke, Kyrkbyn, Rambergsstaden, Brämaregården, Kvillebäcken, Tolered och Biskopsgården. Lundbys västra del var då ännu orörd.

### Befolkningsutveckling
| Befolkningsutvecklingen i Lundby 1900–1900                                         | Befolkningsutvecklingen i Lundby 1900–1900 | Befolkningsutvecklingen i Lundby 1900–1900 | Befolkningsutvecklingen i Lundby 1900–1900 | Befolkningsutvecklingen i Lundby 1900–1900 |
| ---------------------------------------------------------------------------------- | ------------------------------------------ | ------------------------------------------ | ------------------------------------------ | ------------------------------------------ |
|                                                                                    |                                            |                                            |                                            |                                            |
| År                                                                                 |                                            |                                            | Folkmängd                                  |                                            |
| 1900                                                                               | 1900                                       |                                            | 9 730                                      | †                                          |
| Anm.: 1900 avser hela landskommunen. † Befolkning runt ett municipalsamhälle 1900. |                                            |                                            |                                            |                                            |